# Дадли, Джон, 2-й граф Уорик
Джон Дадли, граф Уорик (англ. John Dudley, 2nd Earl of Warwick; ок. 1527 — 21 октября 1554) — английский аристократ, сын Джона Дадли, герцога Нортумберленда и Джейн Гилфорд.
По мере того, как отец Джона продвигался по карьерной лестнице, Джон получал его бывшие титулы — виконта Лайла и графа Уорика. Он интересовался искусством и наукой, при жизни и после смерти ему были посвящены несколько книг известных учёных. Брак Джона со старшей дочерью бывшего лорда-протектора герцога Сомерсета был призван примирить отцов молодожёнов, однако вскоре вражда разгорелась снова и завершилась казнью Сомерсета. В июле 1553 года Джон выступил одним из подписантов патентного письма, которое возводило на английский трон его невестку Джейн Грей. Вскоре после этого он вместе с отцом был вынужден выступить против принцессы Марии, однако кампания не увенчалась успехом, и Джон, как и многие его родственники, оказался в заключении в Тауэре, откуда был освобождён в октябре 1554 года стараниями матери и зятя, но почти сразу по прибытии в дом сестры в Кенте скончался.

## Происхождение и ранние годы
Джон Дадли родился приблизительно в 1527 году в Суссексе, и был третьим сыном из тринадцати детей сэра Джона Дадли и Джейн Гилфорд, дочери сэра Эдварда Гилфорда; из всех детей Дадли кроме Джона зрелого возраста достигли только две дочери (Мэри и Кэтрин) и пятеро сыновей (Генри, Амброуз, Генри, Роберт и Гилфорд). По отцу Джон принадлежал к семейству Дадли, чья родословная восходит к Роланду из Саттона, сыну Харви, унаследовавшему ленные владения и подати с Саттона как потомок одного из бретонских завоевателей. В начале XIV века один из Саттонов, прямой предок Джона, получил титул барона Дадли. Дед Джона Эдмунд Дадли, будучи советником Генриха VII, был казнён вскоре после смерти короля. Через свою бабушку по отцу, Элизабет Грей, баронессу Лайл, Джон был потомком героев Столетней войны Ричарда де Бошана, графа Уорика, и Джона Талбота, графа Шрусбери.
На момент рождения Джона его отец был молодым рыцарем; в 1537 году Джон Дадли-старший стал вице-адмиралом, позднее лорд-адмиралома в 1542 году получил титул виконта Лайла, когда-то принадлежавший его матери. В начале правления Эдуарда VI отец Джона получил титул графа Уорика, в 1550 году он возглавил Тайный совет и до 1553 года был фактическим правителем Англии, а ещё через год, в 1551 году, он получил титул герцога Нортумберленда. Мать Джона-младшего служила фрейлиной при королевах Анне Болейн и Анне Клевской. При дворе Болейн она заинтересовалась реформистской религией и с середины 1530-х годов семейство оказалось в евангелистских кругах; своих детей Дадли воспитывали в духе ренессансного гуманизма.
Из всех своих братьев Джон выделялся научными и художественными пристрастиями; ему были посвящены работы Cantabrigienses (1552) и Искусство риторики (1553) Уолтера Хэддона и Томаса Уилсона соответственно. В конце 1570 года известный герметист Джон Ди посвятил памяти давно умершего Джона свою работу Mathematicall Praeface to Euclid’s Elements, восхваляя его использование арифметики и «энергичную любовь к добродетельной науке». Джон имел свою собственную небольшую библиотеку, в которой находились книги на французском, итальянском и латинском языках, а также греческая грамматика и «трагедии на английском, несправедливо осуждённые епископами Рима». Джон был скорее придворным, нежели солдатом; его часто критиковали за то, что он предпочитал легкомысленное окружение и легко накапливал долги, что, по мнению его родителей, могло дискредитировать его при дворе.

## Жизнь при дворе
В 1544 году во время осады Булони был убит старший брат Джона, Генри, и Джон стал наследником отца. Во время коронации Эдуарда VI 20 февраля 1547 года он был посвящён в рыцари Бани. В первые недели правления Эдуарда VI Тайный совет наградил своих членов рядом высоких должностей и титулов в соответствии с последней волей короля Генриха VIII; так, Джон Дадли-старший получил титул графа Уорика, тогда как Джону Дадли-младшему отошёл титул учтивости виконта Лайла. Джон, как и следующий за ним по старшинству брат Амброуз, вёл активную жизнь при дворе, часто участвовал в турнирах и других мероприятиях.
3 июня 1550 года Джон женился на Энн Сеймур, старшей дочери Эдуарда Сеймура, герцога Сомерсета и бывшего лорда-протектора Англии. Грандиозная свадьба, длившаяся несколько дней и в которой принимал участие сам молодой король, состоялась во дворце Шин; целью этого брака было примирение отцов Джона и Энн, которые на тот момент являлись политическими противниками. Мир продлился недолго: Джон Дадли-старший к моменту заключения этого брака возглавлял английское правительство, а Сомерсет строил планы по его свержению и был казнён за предательство в январе 1552 года.
После того, как Джон Дадли-старший получил от короля титул герцога Нортумберленда в октябре 1551 года, Джон-младший стал именоваться графом Уориком. Также в 1551 году он посетил Францию с дипломатическим поручением. Ранее, с 20 апреля 1551 года по ноябрь 1552 года, Джон возглавлял королевскую псарню. В апреле 1552 года он был назначен на пост главного конюшего — одну из важнейших должностей при дворе монарха, которую обычно занимал более опытный придворный. 16 мая 1552 года, а затем ещё раз 24 мая 1553 года Джон был назначен на пост лорд-лейтенанта Уорикшира. В январе 1553 года он был призван Парламентом в собственном праве и теперь мог заседать в Палате лордов; Джон участвовал в заседаниях, но не оказал какого-либо влияния на деятельность Палаты, к тому же не ясно, позволяли ли другие лорды ему участвовать в дискуссиях. Джон жил не по средствам, вероятно из-за плохой компании, и накопил крупные долги, которые после небольшой заминки (Джон скрывал долги от отца) были выплачены Дадли-старшим.
В феврале 1553 года принцесса Мария посетила Лондон и была встречена в окрестностях города несколькими джентльменами, во главе которых был Джон Дадли; Мария была принята лордами совета как «если бы она была королевой Англии». До сих пор не имея собственного стабильного дохода, Джон тем не менее принял в марте того же года под свою опеку четырнадцатилетнего брата жены Эдуарда Сеймура.

## Кризис престолонаследия
Династия Тюдоров, правившая Англией с 1485 по 1603 год, была малодетной. Особенно редки были в роду сыновья. Из трёх законных сыновей основателя династии Генриха VII до зрелого возраста дожил только один — будущий король Генрих VIII. Из потомства Генриха VIII отца пережили сын Эдуард VI и две дочери — Мария и Елизавета. В течение почти всего правления Эдуарда VI действовал порядок престолонаследия, установленный последним (третьим) законом о престолонаследии Генриха VIII и его завещанием 1546 года: по ним Эдуарду наследовала его сестра Мария и за ней Елизавета; следующими в очереди на престол оказалось потомство Марии Тюдор, младшей сестры Генриха VIII, сыгравшее не последнюю роль в кризисе 1553 года.
В январе 1553 года король Эдуард VI заболел и к началу июня его состояние было безнадёжно. К этому времени имперский посол Ян Схейве уже больше года был убеждён, что Нортумберленд занимался неким «большим заговором», целью которого было надеть на голову Дадли корону. Находясь в поисках признаков заговора посол предполагал, что Джон Дадли-старший собирается подтолкнуть Джона к разводу с женой и женить его на принцессе Елизавете. В действительности, потенциальным носителем короны из семейства Дадли мог быть только младший брат Джона Гилфорд, который незадолго до этого женился на любимой кузине короля и внучке Марии Тюдор Джейн Грей, которая, в свою очередь, через месяц после свадьбы была названа уже смертельно больным королём Эдуардом VI в его «Распоряжении о престолонаследии» (англ. Device of the Succession) наследницей короны в обход его единокровных сестёр Марии и Елизаветы.

## Падение Дадли
21 июня 1553 года сто два представителя знати, среди которых был и Джон Дадли-младший, подписали патентное письмо, которое передавало английскую корону Джейн Грей. Король Эдуард VI скончался 6 июля; сразу же после этого герцог Нортумберленд взялся за исполнение желания Эдуарда: 10 июля молодая королева и её супруг торжественно въехали в Тауэр; в этот же вечер в Лондон прибыло письмо от принцессы Марии, в котором она называла себя королевой и требовала подчинения Тайного совета. 14 июля Джон вместе с отцом и братом Амброузом выступил против Марии: 14 июля головные отряды Дадли прошли Вэр и приняли там подкрепления из Мидлендса, 15 июля они разгромили замок в Состоне и продолжили марш на север. В это же время в ближайшем тылу Дадли, в Бакингемшире, подняли мятеж в пользу Марии влиятельные феодалы; этот мятеж быстро перекинулся на соседний Оксфордшир и отчасти Нортгемптоншир. Он не повлиял непосредственно на исход конфликта, но деморализовал Тайный совет, поскольку Лондон полнился слухами о десяти тысячах бойцов, якобы идущих на штурм Тауэра. Утром 18 июля Дадли вышли из Кембриджа в поход на Фрамлингем, рассчитывая принять по пути подкрепления — но вместо них в Ньюмаркете их встретил гонец с тревожными известиями из Лондона. Дадли дошли до Бери-Сент-Эдмундс, а затем 19 или 20 июля вернулись в Кембридж, где их застало известие о состоявшемся в Лондоне перевороте.
Существует несколько версий произошедшего в Бери-Сент-Эдмундс. По традиционной версии, силы Дадли были подорваны массовым дезертирством и к 19 июля им было нечем воевать. Однако все источники, сообщающие о дезертирстве, основываются на слухах. Выдвигались также предположения о том, что агенты Марии, угнав скот, лишили войско пропитания. По мнению Эрика Айвса, Нортумберленд отказался от боя из-за полученных сведений о численности и составе сил противника: по мере сближения с ними качество разведданных росло, и к 19 июля он убедился, что ему противостоят десять тысяч бойцов на подготовленных позициях. События в кембриджском лагере Дадли 19—20 июля описаны в источниках фрагментарно и противоречиво. Предположительно, вечером 20 июля в Кембридже получили ультиматум Марии. Джон Дадли-старший собрал военный совет и объявил о капитуляции. Он вместе с сыновьями и советниками вышел на рыночную площадь и публично провозгласил Марию королевой.
Город, который в начале радушно принимал герцога Нортумберленда и его войска, теперь находился в нервном напряжении и жаждал угодить новой королеве. Большая группа горожан и университетских обитателей окружили Королевский колледж, в котором обосновались Дадли, с целью арестовать Нортумберленда. Джон Дадли-старший осознавал своё положение и решил сдаться без боя, в то время как Джон-младший оказал сопротивление. Противостояние с местными жителями длилось до следующего утра, когда Джон решился бежать, но было уже поздно: граф Арундел прибыл в Кембридж, чтобы арестовать Нортумберленда и всю его свиту. Дадли возвратились в Лондон бок о бок и здесь страже пришлось защищать их от разъярённой толпы.

## Осуждение и смерть
Через несколько дней почти все Дадли оказались в Тауэре; все мужчины были лишены прав и приговорены к смерти. Джон был осуждён 18 августа 1553 года в Вестминстер-холле вместе с отцом и маркизом Нортгемтоном. Слушание по делу Джона было последним и он, в отличие от отца, сразу признал свою вину. Джон Дадли-старший был казнён 22 августа, за день до этого он был доставлен в часовню Святого Петра в оковах, где публично причастился по католическому канону. За час до казни отца Джон также прошёл процедуру католического причастия, но затем был возвращён в свою камеру. Другие родственники Джона были осуждены позднее.
Джон был заключён в башню Бошана вместе с братьями Амброузом, Робертом и Генри. В середине сентября Джону позволили видеться с женой. В начале февраля 1554 года на фоне спора о замужестве королевы вспыхнуло восстание Уайетта, итогом которого была казнь брата Джона Гилфорда и его супруги. Джон и трое его братьев всё так же находились в заключении. На стенах своей камеры они вырезали свои имена и геральдические эмблемы. Джон также вырезал на стене своей камеры ребус и неоконченную надпись под ним:
Yow that these beasts do wel behold and se

May deme with ease wherefore here made they be

With borders eke wherein [there may be found]

4 brothers names who list to serche the ground.
Джону были разрешены недолгие прогулки, поскольку он «сходил с ума от недостатка воздуха». Во второй половине 1554 года мать Джона и его зять Генри Сидни старались обрести связи в окружении супруга королевы Филиппа Испанского как в Англии, так и в Испании. В октябре их стараниями Джон и его братья Роберт и Генри обрели свободу; они были перевезены в дом Сидни в Кенте, где Джон скончался 21 октября.

## Комментарии
1. ↑  Джон был третьим сыном в общей сложности, но вторым из выживших сыновей Джейн и Джона Дадли[2].
2. ↑  19 августа был осуждён дядя Джона Эндрю Дадли; 13 ноября — Гилфорд, Амброуз, Генри Дадли и Джейн Грей; в январе 1554 был осуждён последний брат Джона — Роберт[52].